# Понікев-Мала
Понікев-Мала (пол. Ponikiew Mała) — село в Польщі, у гміні Ґоворово Остроленцького повіту Мазовецького воєводства.
Населення — 411 осіб (2011).
У 1975-1998 роках село належало до Остроленцького воєводства.

## Демографія
Демографічна структура станом на 31 березня 2011 року:
|          | Загалом | Допрацездатний вік | Працездатний вік | Постпрацездатний вік |
| -------- | ------- | ------------------ | ---------------- | -------------------- |
| Чоловіки | 218     | 49                 | 142              | 27                   |
| Жінки    | 193     | 37                 | 104              | 52                   |
| Разом    | 411     | 86                 | 246              | 79                   |